# Xylothrips cathaicus
Xylothrips cathaicus là một loài bọ cánh cứng trong họ Bostrichidae. Loài này được Reichardt miêu tả khoa học năm 1966.